# Cemitério dos Vivos
Cemitério dos Vivos é um romance inacabado do escritor brasileiro Lima Barreto (1881-1923), escrito em um período de internação do escritor no Hospital Nacional de Alienados, no Rio de Janeiro, entre 1919 e 1920.
A obra é dividida em duas partes, sendo a primeira O Diário do Hospício onde Barreto escreve sobre suas memórias no manicômio. A segunda parte, inacabada, é ficcional e aborda uma experiência em hospital psiquiátrico.
Ainda de referência autobiográfica, a obra revela um autor revoltado com as injustiças e os preconceitos que sofre, através do narrador-protagonista, Vicente Mascarenhas, cuja vida, como a do autor, é marcada por tragédias pessoais.

## Sinopse
A obra acompanha a vida de Vicente Mascarenhas, um homem alcoólatra com uma história trágica. Logo de início, o narrador-protagonista conta sobre seu casamento com Efigênia, filha da dona da pensão onde morava. Com ela, Mascarenhas tem um filho. Após enviuvar, o personagem é internado no Hospital Nacional de Alienados, no Natal de 1919. 

## Tema
Em O cemitério dos vivos, o autor mais uma vez transpôs os limites entre escritos confessionais e ficcionais, ao afirmar:
Expiei bem duramente essa minha falta íntima, que tantos sentimentos desencontrados fez surgir em mim, tantas dores deu nascimento, como verão no decorrer destas páginas, que são mais de uma simples obra literária, mas uma confissão que se quer exteriorizar, para ser eficaz e salutar o arrependimento que ela manifesta.— Lima Barreto, O Cemitério dos Vivos,

## Crítica
Publicado após o falecimento do autor, Cemitério dos Vivos claramente faz referência à vida de Lima Barreto, um alcoólatra que é internado em hospitais psiquiátricos, assim como seu personagem.

Barreto relata o sofrimento daqueles que eram colocados à margem da sociedade e taxados como loucos, a experiência traumatizante dos internos e suas tentativas de entender seus delírios. 

## Ligação externa
- NetSaber